# Ulf Granberg (racerförare)
Ulf Granberg, född 1950, är ett av de stora namnen inom svensk och europeisk motorsport. 

## Karriär
Redan som 16-åring började hans karriär inom sporten ta ordentlig fart i och med SM-segern i trial som fabriksförare för Monark 1965. 1969 bytte Granberg från MC till att börja tävla med bilar i rally, till en början i en äldre Volvo PV, men snart körde han Volvo Amazon och i Svenska rallyt ställde han upp under två år i en ny Volvo 142. 
1972 kom han att debutera i banracing i en Se-sponsrad Volvo 142 i enhetsklassen Volvo Cupen, en serie som han fortsatte i fram tills seriens nedläggning 1975. Mellan åren 1976 och 1978 deltog Granberg i den då Sibyllasponsrade Super Star cup (senare Camaro Cup) och blev "Mr Super Star" med hela motorsportsverige.
Efter en mindre lyckad session hos Renault som fabriksförare i formel 3 återkom Granberg till standardvagnsracing igen 1982 i den nystartade Volvo Turbo Cup. Serien gick på alla underlag med ban-, is- och backrace. Variationen passade Ulf som hand i handske och han vann serien två år i rad. Framgångarna gick inte Volvos ledning förbi och han blev erbjuden en fabriksstyrning för dem i det dåvarande europeiska standardvagnsmästerskapet ETC (nuvarande WTCC) 1984. 1985 var han, Thomas Lindström, Mats "Lillen" Magnusson, Greger Pettersson och Anders Olofsson med om att skriva motorsportshistoria då de till tyskarnas stora förtret körde hem Volvos första internationella märkesmästerskapstitel, då de vann EM med 240:ans (i förhållande till de övriga bilarna) lilla motor. Sporrade av framgångarna fortsatte Volvo sina satsningar 1986 och Ulf körde förutom EM även i Japan, Australien och Nya Zeeland. Med de nya reglerna i EM 1987 drog Volvo ner på sin internationella tävlingsverksamhet, men Ulf fortsatte med samarbetet hemma i Sverige.
Från 1988 och tre år framåt körde han SM i banracing (nuvarande STCC) i en Ford Sierra, en bil som han blev Nordisk mästare i 1990. Karriären rundades av där den hade börjat med Camaro Cup mellan åren 1991 till 1995 där han avslutade karriären mitt i säsongen efter segern i Västkustloppet på Falkenbergs motorbana.
Även om Ulf Granberg inte tävlar själv är han inte helt utanför motorsporten utan hjälper sonen Mikael Granberg i dennes karriär i bolaget Fini-Granberg Motosport.

## Meriter
- 1972 – 7:a Volvo 140 cupen
- 1973 – 2:a Volvo 140 cupen
- 1974 – 1:a Skandinaviska Volvo 140 cupen
- 1974 – 2:a Svenska Volvo 140 cupen
- 1974 – 2:a RM i Volvo 140 cupen
- 1975 – 1:a Svenska Volvo 140 cupen, Team Se
- 1975 – 3:a RM i Volvo 140 cupen, Team Se
- 1976 – 1:a Puss & Kram Super Star cup, Chevrolet Camaro Z28, Team Se
- 1977 – Puss & Kram Super Star cup, Chevrolet Camaro Z28, Team Autohallen
- 1978 – 1:a Tretorn Super Star cup, Chevrolet Camaro Z28, Team Sibylla
- 1979 – 3:a Tretorn Super Star cup, Chevrolet Camaro Z28, Team Sibylla
- 1980 – SM i Formel 3 Martini MK27 Renault (Renaults fabriksstall)
- 1982 – 2:a i Volvo Turbo Cup, Volvo 240 turbo, Team Luna
- 1983 – 2:a i Volvo Turbo Cup, Volvo 240 turbo, Team Luna
- 1984 – EM i Grupp A, Volvo 240 turbo, Team Sportpromotion/Magnum Racing
- 1985 – EM i Grupp A, Volvo 240 turbo, Team Magnum Racing
- 1986 – EM i Grupp A, Volvo 240 turbo, RAS-sport
- 1987 – 3:a NM i Grupp A, Volvo 240 turbo, Team CMC
- 1988 – 2:a SM I Grupp A, Ford Sierra RS500, Team CMC
- 1989 – 4:a SM I Grupp A, Ford Sierra RS500, Team CMC
- 1991 – 4:a Camaro Cup
- 1991 – 9:a Camaro Cup
- 1991 – 3:a Camaro Cup